# Sherman Chauncey Bishop
Sherman Chauncey Bishop (ur. 18 listopada 1887, zm. 28 maja 1951) – amerykański arachnolog i herpetolog.
Urodził się 18 listopada 1887 w Sloatsburgu w stanie Nowy Jork. Większość dzieciństwa spędził w Clyde. Studiował zoologię na Cornell University, gdzie otrzymał tytuł licencjacki (B. Sc.). Jego służba w marynarce wojennej podczas I wojny światowej odbyła się głównie w Charleston Naval Base. Następnie objął stanowisko State Zoologist w New York State Museum w Albany. W 1925 otrzymał stopień doktorski z Cornell University. W 1928 związał się z wydziałem zoologii na University of Rochester. Pracował tam do swojej śmierci 28 maja 1951.
S. C. Bishop opublikował około 100 artykułów o pająkach, często we współpracy z Cyrusem R. Crosbym. Znany także w herpetologii z publikacji poświęconych salamandrom, zwłaszcza z pracy „The Salamanders of New York”, z 1941 oraz książki „Handbook of Salamanders” z 1943. Pisał także o ssakach, ptakach, żółwiach i ropuchach.